# Mansur Madavi
Mansur Madavi (Mianeh, Azerbaidjan Oriental, 1942) és un director de cinema, càmera, autor i productor austríac d'origen iranià.

## Biografia
Nascut en una petita ciutat prop de l'Ararat, es va traslladar amb la seva família a Viena de petit, on es va graduar a l'escola secundària. Va fer quatre semestres de medicina i després es va traslladar al departament de gràfics de l'Acadèmia de Belles Arts de Viena. Finalment, va estudiar direcció i càmera a l'Acadèmia del Cinema de Viena, en les que es va graduar amb honors el 1970. Els seus primers curtmetratges - Sparringpartner, Die Schere, Das Peephole i Anthropos - els va realitzar mentre estudiava.
A més dels curtmetratges, va realitzar pel·lícules documentals i culturals per a televisió els primers anys després de graduar-se a l'Acadèmia del Cinema. Va debutar al llargmetratge el 1974 amb Die glücklichen Minuten des Georg Hauser  (Els minuts feliços de Georg Hauser). Els seus llargmetratges són sobretot drames que tracten de tràgics destins individuals i aspectes socials del present. La pel·lícula Notausgang del 1976 tracta de les possibilitats de llibertat de la societat occidental. D'altra banda, a Die blinde Eule (1978) parla d'una nena que s'escapa d'un reformatori. És una de les primeres pel·lícules austríaques a tractar la vida de persones tancades d'alguna manera, un tema que es va tractar amb freqüència en el cinema austríac la dècada següent. El 1982 Madavi va dirigir la pel·lícula de crítica social Ein wenig Sterben, amb Alfred Solm com un vell que lluitava per no ser desnonat del seu apartament.
Les pel·lícules de Madavi s'han pogut veure als festivals internacionals de cinema de Karlovy Vary, Locarno, Moscou, Varna, Oberhausen, Teheran, Tunis, Cartago, Sant Sebastià, San Remo i Londres, entre d'altres.
La seva obra mestra poètica With Closed Eyes (mit geschlossenen Augen) es va representar al Festival de Cinema de San Francisco.
El 2010, Filmarchiv Àustria li va dedicar un homenatge en el marc de la Diagonale.
També treballa com a productor de cinema com a director de Mahdavi Films, fundada per ell 

## Filmografia
- 1967: Sparringpartner (curtmetratge)
- 1968: Die Schere (curtmetratge)
- 1969: Das Guckloch (curtmetratge)
- 1970: Anthropos (curtmetratge)
- 1970: Warum singst du nicht
- 1971: Bora Bya
- 1974: Das Manifest (com a càmera; director: Antonis Lepeniotis)
- 1974: Die glücklichen Minuten des Georg Hauser
- 1976: Notausgang mit Thomas Stolzeti
- 1979: Die blinde Eule
- 1980: Ein wenig sterben
- 1984: Dicht hinter der Tür
- 1990: Lange Schatten
- 1999: Mit geschlossenen Augen